# Sematophyllum serrulatum
Sematophyllum serrulatum là một loài rêu trong họ Sematophyllaceae. Loài này được H.A. Crum & P.W. Richards mô tả khoa học đầu tiên năm 1984.